# 满洲国文教部
满洲国文教部是滿洲國的行政機關。位于长春市自由大路，现为东北师范大学附属小学教学楼。

## 历史
文教部前身为满洲国民政部文教司。1932年7月专设文教部管理学校教育和社会礼俗。1937年5月中央行政机构改革,在“精简一切机构、实行一元化统制”的背景下，1937年7月，文教部被取消，其管理教育、礼教等工作，分别归属民生部下之教育司、社会司。1943年为推行战时体制教育，民生部教育司独立为文教部。文教部设有礼教司、学务司、总务司。还设立了教员讲习所。官方杂志为《文教月刊》和《文教月报》，编纂《历次文教年鉴》。
办公楼建于1938年。1946年6月由国立长春大学使用。1948年后东北师范大学接管，1958年交由东北师大附小使用。1986年被大火烧毁。